# Óbudai káptalan
Az óbudai káptalan (más néven budai káptalan, (ó)budai prépostság) a középkori Buda környékének legjelentősebb egyházi testülete, amivel a polgárságnak gyakran voltak gazdasági nézeteltérései. A káptalannak, mint Óbuda egy része földesurának, az óbudai polgárokkal is sok összetűzése volt.

## Története

### Alapítása
Valószínűleg Péter király alapított Péter és Pál tiszteletére Budán (a későbbi Óbudán) egy egyházi testületet, úgynevezett káptalant, ezért a testület a középkor végéig hivatalosan is budai káptalannak nevezte magát, habár akkor már az új Buda létezett.
1148-ban a káptalan kiváltságlevelet kapott II. Gézától, ebben – többek között – a káptalannak adta Gézavására vámját, a pesti révvámot és a halászat jogát a Megyeri-révtől a Csepel-szigetig. Az adomány évszázados vámperekhez vezetett a káptalan, a polgárság, a hajósok és valószínűleg a halászok között.
A 13. században a budai prépost volt a király alkancellárja és a káptalan igen sok adományt kapott. Valószínűleg a 12. században kapott Somogy vármegyei birtokokat, 1212-ben adományt szerzett Óbudára.

### Jelentőségének növekedése
Ahogy Buda királyi székhelyként megerősödött, úgy nőtt a káptalan jelentősége is. Már a 13. század elején tüzesvaspróba-hely, azaz a középkori szokás szerint a káptalan felügyelete alatt folytak a perekben bizonyítékul felhasználható tüzesvaspróbák.
Hiteleshely is volt, azaz joga volt rá, hogy bármilyen jogügyletről hiteles pecsétjével megerősített közhitelű oklevelet állítson ki, a bíróságok megkeresésére – főleg a tüzesvaspróbák megszűnte után – úgynevezett hiteles bizottságot küldött ki a vizsgálatok elvégzéséhez, birtokba iktatásokhoz, és ezekről oklevelet állított ki. Míg minden más hiteleshely csak egy megszabott körzetben működhetett, a székesfehérvári káptalannak és az óbudainak az egész országra kiterjedt a hatóköre.
1355-ben Nagy Lajos a Óbudát felosztotta káptalani és királyi részre. A káptalan prépostja nagy szerepet játszott az Óbudai Egyetem alapításában, aminek 1395-ben az első kancellárja lett. A káptalan jelentősége azután is fennmaradt, hogy a királyi székhely óbudáról Budára került. Ezt az is bizonyítja, hogy egészen a török korig a káptalan préposti javadalmát – annak gazdagsága okán – mindig magas rangú királyi főtisztviselők kapták meg, így például Karai László alkancellár, aki 1473-ban Hess Andrással kinyomtattatta Budai Krónikát, vagy az utolsó (1541 előtt) prépost, Verancsics Antal királyi titkár, aki később esztergomi érsek lett.

### A káptalan tagjai
A káptalannak a préposton kívül 20-25 tagja volt, három úgynevezett méltóság: az olvasó, az éneklő és az őrkanonok és az egyszerű kanonokok. Legtöbbjük királyi hivatalokban dolgozó tisztviselő volt, aki a javadalmazását fizetésül, nyugdíjul kapták, a 16. századra közülük sok polgári származású volt.

### A káptalan épületei
Az óbudai káptalan a török hódítás miatt szűnt meg, emlékét 11. századi román falmaradványok őrzik (III. Szentlélek tér 8-9).
Első temploma a 13. században elpusztult, Nagy Lajos király anyja, Erzsébet számára új templomot építtetett 1330-48 között, amit a 16. század elején reneszánsz stílusban továbbfejlesztettek. A prépostsági templom a török időkben kezdett el pusztulni, a 18. század elején lebontották.

## Ajánlott irodalom
- Bártfai Szabó László: Óbuda egyházi intézményei a középkorban, Budapest, 1935
- Budapest története I-II, Budapest, 1972